# Marker genetyczny
Marker genetyczny – charakterystyczna właściwość organizmu wykorzystywana do określenia jego genotypu. Zwykle jest to obecność lub brak jakiegoś genu lub białka, albo występowanie jakiejś szczególnej jego postaci. Markery genetyczne znajdują też zastosowanie do identyfikowania osób lub osobników zwierząt czy roślin, identyfikowania gatunków i szczepów drobnoustrojów oraz do określania wzajemnego położenia poszczególnych genów w genomie jakiegoś organizmu (mapowania genomu).

## Markery morfologiczne
Są to cechy zewnętrzne, będące wynikiem ekspresji genów.
Minusy markerów morfologicznych
- ograniczona liczba markerów
- niski polimorfizm
- wpływ epistazy
- interakcje genotypowo środowiskowe
- negatywny wpływ mutacji

## Markery molekularne
Markery bezpośrednio oparte na właściwościach kwasów nukleinowych bywają nazywane markerami molekularnymi.
Markery molekularne powszechnie wykorzystuje się między innymi do: ustalania ojcostwa, w kryminalistyce (do identyfikacji zwłok lub poszukiwania przestępców na podstawie mikrośladów), w badaniach mających na celu wykrycie genów zmutowanych w określonych jednostkach chorobowych, tworzenia map genetycznych, wskazujących wzajemne ułożenie różnych genów w chromosomach.
Identyfikowanie osobników przy pomocy markerów molekularnych nazywane bywa - w nawiązaniu do tradycyjnej daktyloskopii - techniką genetycznego odcisku palca lub fingerprintingiem.
Skoro markery genetyczne służą do klasyfikowania populacji lub identyfikowania pewnych osobników, to powinny być tak dobrane, aby badana populacja była pod ich względem niejednorodna - powinny wykazywać polimorfizm.

## Przykłady markerów
- markerem transformacji, pozwalającym na wyszukanie komórek bakterii zawierających wektor genetyczny, jest oporność bakterii na antybiotyk (wytwarzanie białka unieszkodliwiającego antybiotyk, który zabija bakterie nie transformowane);
- markerem pozwalającym na wyszukanie bakterii, które otrzymały wektor z wklonowaną do niego wstawką obcego DNA (a nie pusty wektor) jest często barwa kolonii bakteryjnych (biała w odróżnieniu od niebieskiego zabarwienia bakterii zawierających pusty wektor; przy odpowiednich warunkach hodowli);

Funkcje markera molekularnego spełniają często charakterystyczne wyniki analiz (zwłaszcza obrazy rozdziałów elektroforetycznych) DNA. Opracowano bardzo dużą liczbę takich testów, z których pewne zależą od występowania w genomie ściśle określonego genu, inne -charakterystycznej, wysoce zmiennej sekwencji niekodującej, jeszcze inne charakteryzują znaczne obszary genomu (stanowią jakby jego wizytówkę).
Przykłady:
- RFLP - polimorfizm długości fragmentów restrykcyjnych (charakteryzuje raczej wariant określonego genu niż genom)
- RAPD - polimorfizm losowo powielonych fragmentów DNA (charakteryzuje genom)
- AFLP - polimorfizm długości powielonych fragmentów DNA (charakteryzuje genom)
- SCAR (czytaj: SKAR)- [polimorfizm] produktów powielania zsekwencjonowanego regionu (charakteryzuje głównie wariant jakiegoś genu)
- CAPS (czytaj: KAPS) - polimorfizm sekwencji powielonej i pociętej (charakteryzuje głównie wariant jakiegoś genu)
- SNP (wymawiany zwykle jako SNIP) - polimorfizm pojedynczego nukleotydu (charakteryzuje wariant określonego genu)

Markery genetyczne, m. molekularne, zwane też markerami DNA należy odróżniać od wzorców masowych DNA (nazywanych czasem markerami, używanych podczas elektroforezy DNA).

## Cechy markerów
- monogamiczna
- posiadająca przeciwstawne formy
- przekazywana potomstwu bez zmian
- gen ją kodujący nie może mieć efektu plejotropowego
- nie modyfikowana przez środowisko
- bez epistazy i współdziałania genów
- dziedziczą się kodominacyjnie